# احمدپاشا، سنان‌پاشا
احمدپاشا (به ترکی استانبولی: Ahmetpaşa) یک منطقهٔ مسکونی در ترکیه است که در سنان‌پاشا واقع شده‌است.